# تفضيل (اقتصاد)

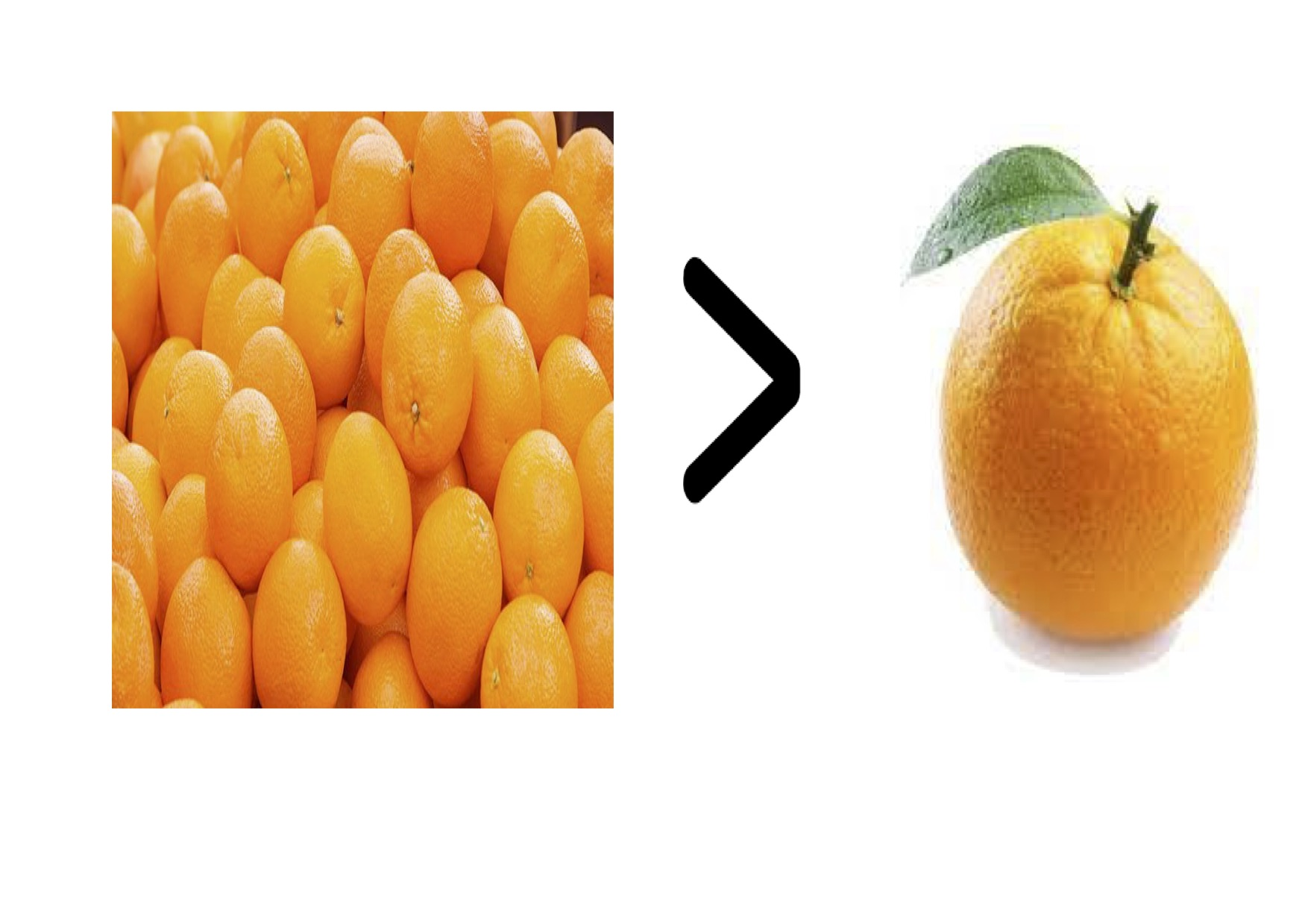
التفضيلات غير المشبعة بالبرتقال

في المفهوم الاقتصادي والعلوم الإجتماعية، التفضيل هو ترتيب البدائل على أساس فائدته النسبية، وهي عملية تعتمد على «الإختيار» سواء كان حقيقياً أو نظرياً. يتم تحديد طبيعة التفضيلات الفردية من خلال عوامل الذوق، بغض النظر عن الأسعار والدخل أو حتى توافر السلع.
بمساعدة الطرق العلمية يمكن صياغة العديد من القرارات العملية في الحياة، مما يؤدي إلى توقعات قابلة للتجربة حول السلوك البشري. بالرغم من أن الاقتصاديين لايهتمون عادةً في الأسباب الكامنة وراء التفضيلات بحد ذاتها، إلى أنهم مهتمون بنظرية الاختيار، لأنها تشكل خلفية لتحليل الطلب التجريبي.

## التاريخ
في عام 1926، طور ركنر فرش للمرة الأولى نموذج رياضي للتفضيلات في سياق الطلب الاقتصادي ووظائف المنفعة. منذ ذلك الوقت، قام الاقتصاديون بتطوير نظرية تفصيلية للطلب التي أغفلت الخصائص البدائية للناس. فقد توقف هذا الإغفال في نهاية القرن التاسع عشر وبداية القرن العشرين. توقعت الوضعانية المنطقية ان الحاجة للمفاهيم النظرية تكون مرتبطة مع الأمور الملاحظة. في حين أن الاقتصاديون في القرنين الثامن عشر والتاسع عشر شعروا بالارتياح من نظرية الفائدة، ومع ظهور الوضعانية المنطقية في القرن العشرين، شعروا أنها تحتاج إلى مزيد الهيكلة التجريبية. من أجل أن العلاقة الثنائية كان من الممكن ملاحظتها، فقد جذبت على الفور الاقتصاديون. تم بحث الملاحظات بشكل أوسع في الاقتصاد الجزئي من خلال نظرية كشف التفضيل.
اختلف العديد من الاقتصاديين، رغم مذهب النفعية ونظرية اتخاذ القرار، في تعاريف «الوسيط العقلاني». قدمت النفعية في القرن الثامن عشر فكرة واضحة عن صيغ تزايد المنفعة في العقلانية، رغم ذلك، لم يخرج الخبراء الاقتصاديون بأي تعريف أو معرفة للكيفية التي ينبغي بموجبها تحليل التفضيلات أو الجهات الفاعلة العقلانية.
تعد قابلية تمثيل بنية تفضيلية مع دالة حقيقية القيمة إحدى القضايا الرئيسية التي اجتاحت نظرية التفضيلات منذ الجهود الرائدة التي بذلها فرسش في عشرينيات القرن العشرين. تحقق هذا من خلال تعيين بنية التفضيل على المؤشر الرياضي المسمّى المنفعة. تناول كتاب جون فون نيومان ومورغينسترن «الألعاب والسلوك الاقتصادي» الذي صدر عام 1944، التفضيلات بصفتها علاقة منهجية يمكن إيراد خصائصها على نحو بديهي. بدأ هذا النوع من المعالجة البديهية للتفضيلات خلال فترة وجيزة في التأثير في الخبراء الاقتصاديين الآخرين: فقد اعتمده مارشاك بحلول 1950، واستخدمه هوثاكر في ورقته البحثية عام 1950، وحسنه كينيث أرو في كتابه «الاختيار الاجتماعي والقيم الفردية» الصادر عام 1951.
أيّد جيرارد ديبرو متأثرًا بأفكار مجموعة بورباكي بديهية نظرية المستهلك في خمسينيات القرن العشرين، كما أصبحت الأدوات التي استعارها من المجال الرياضي للعلاقات الثنائية سائدة منذ ذلك الحين. رغم أنه يمكن التحقق من اقتصاديات الاختيار إما على مستوى دالات المنفعة وإما على مستوى التفضيلات، قد يكون الانتقال من مستوى إلى أخر ذات فائدة. على سبيل المثال، إن تحويل الأساس المفاهيمي من علاقة تفضيلية تجريدية إلى مقياس منفعة تجريدي يؤدي إلى بنية رياضية جديدة، تسمح بصوغ أنواع جديدة من شروط بنية التفضيل والبحث فيها. 
ترجع نقطة تحول تاريخية أخرى إلى 1895، عندما أثبت جورج كانتور في النظرية أنه إذا كانت العلاقة الثنائية مرتبة خطيًا، يكون تضمينها بشكل متماثل ممكنًا في أرقام حقيقية مرتبة كذلك. أثرت هذه الفكرة تأثيرًا بالغًا على نظرية التفضيلات في الاقتصاد: فقد قدم كتاب بارزون مثل بول سامويلسون تفسيرًا نظريًا حول الأشخاص الذين لديهم تفضيلات ضعيفة مرتبة.

## التجميع
بموجب بعض الافتراضات، يمكن تجميع التفضيلات الفردية على تفضيلات مجموعة من الأشخاص. مع ذلك، تنص مبرهنة استحالة أرو أن أنظمة الاقتراع لا يمكنها في بعض الأحيان أن تحوّل تفضيلات الأفراد إلى أفعال اختيارية مرغوبة على نطاق المجتمع.

## نظرية المنفعة المتوقعة
طُبقت علاقات التفضيل في البداية فقط على البدائل التي لا ينطوي عليها أي مخاطر أو شكوك لأنه كان افتراض لنموذج سلوك الإنسان الاقتصادي. على الرغم من ذلك، طُبقت نظرية تفضيلات مماثلة للغاية على فضاء اليانصيب البسيط على غرار نظرية المنفعة المتوقعة. يمكن تمثيل هيكل التفضيل في هذه الحالة كذلك بواسطة دالة المنفعة.

## النقد
يقول بعض النقاد أن النظريات العقلانية في الاختيار ونظريات التفضيل تعتمد اعتمادًا كبيرًا على افتراض عدم التباين، والذي ينص أنه لا ينبغي لعلاقة الأفضلية أن تعتمد على وصف الخيارات أو على طريقة الاستخراج، لكن لا يمكن تمثيل تفضيلات المرء بصفتها تزايد للمنفعة دون هذا الافتراض.
زعم ميلتون فريدمان أن فصل عوامل الميول عن العوامل الموضوعية (أي الأسعار، الدخل، وتوفر السلع) يسبب تعارضًا لأن كليهما «متداخل تداخلًا معقدًا». 